# E (SAB)
E är ett signum i SAB. 

## EUppfostranochundervisning
- Ea Pedagogik
  - Eaa Pedagogisk psykologi
    - Eaac Inlärning
    - Eaaf Disciplinfrågor

  - Eab Pedagogisk metodik
    - Eabc Religionsundervisning  (struktur enligt C (SAB))
    - Eabf Språkundervisning (struktur enligt F (SAB))
    - Eabi Undervisning i konst, musik, teater, film, fotokonst (struktur enligt I (SAB))
    - Eabk Historieundervisning (struktur enligt K (SAB))
    - Eabn Geografiundervisning (struktur enligt N (SAB))
    - Eabo Undervisning i samhällsvetenskapliga ämnen (struktur enligt O (SAB))
    - Eabp Undervisning i tekniska ämnen (struktur enligt P (SAB))
    - Eabq Undervisning i ekonomiska ämnen (struktur enligt Q (SAB))
    - Eabr Idrottsundervisning (struktur enligt R (SAB))
    - Eabt Matematikundervisning (struktur enligt T (SAB))
    - Eabx Undervisningsmateriel

  - Eac Särskilda pedagogiska inriktningar
    - Eaca Montessoripedagogik
    - Eacb Waldorfpedagogik
      - Eacö Övriga pedagogiska riktningar
        - Eacöz Freinetpedagogik

  - Ead Studieteknik
- Eh Uppfostran i hemmiljö
- Em Undervisningsväsen: allmänt
  - Em.0 Särskilda undervisningsformer
    - Em.01 Förskolan
    - Em.02 Grundskolan
    - Em.03 Grundskolan
    - Em.04 Lärarutbildning
    - Em.05 Folkhögskolor
    - Em.06 Yrkesutbildning och fackskolor
    - Em.08 Vuxenutbildning

  - Emi Skolpersonal och elever
    - Emia Skolpersonal
    - Emib Elever/Studerande
      - Emiba Studerandeekonomi. Stipendier

  - Emk Organisation och administration
  - Eml Skollokaler och skolinventarier
  - Emm Skolsociala åtgärder
- Ep Högskolor
  - Ep.0 Särskilda undervisningsformer
    - Ep.04 Lärarutbildning
    - Ep.06 Yrkesutbildning och fackskolor
    - Ep.08 Vuxenutbildning

  - Epb Forskarutbildning
  - Epi Högskolepersonal och studerande
  - Epk Organisation och administration
  - Epl Lokaler och inventarier
  - Epm Sociala åtgärder
- Et Ungdomsvårdsskolor
- Eu Elever med särskilda behov
  - Eua Synskadade
  - Eub Hörselskadade
  - Euc Psykiskt handikappade
  - Eud Talsvårigheter
  - Eue Läs- och skrivsvårigheter
  - Euf Rörelsehindrade
  - Eug Flerhandikappade
- Ev Folkbildning
  - Eve Studiecirkelverksamhet
- Ex Yrkesval